# Vahalkada

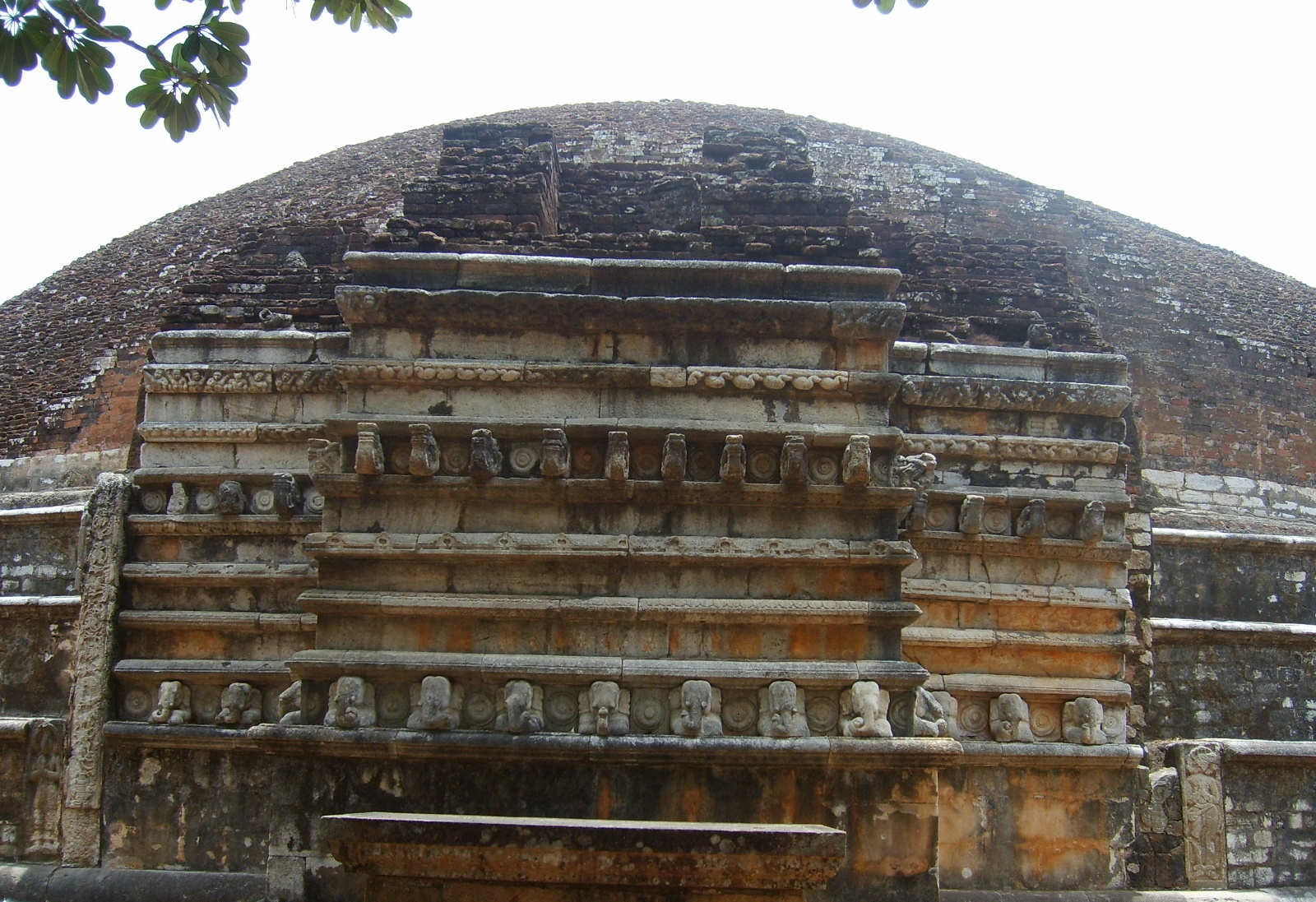
Vahalkada de la dagoba Kantaka Chetiya, Mihintale, Sri Lanka.

Una vahalkada, (cingalésːවාහල්කඩ) es una estructura o panel de escultura construida como un frontispicio en el recinto de una estupa.
No fue hasta los siglos II-III cuando en Sri Lanka se empezaron a añadir vahalkadas en los cuatro puntos cardinales de una dagoba siguiendo la tendencia hindú en el diseño de templos. Probablemente su origen viniese de una evolución de los altares de flores.
La decoración puede ser muy variada presentando diseños en bajo relieve de enredaderas, flores. O más elaborados específicamente según la tradición, como elefantes en la cara este, caballos en la oeste, toros en la sur o leones al norte.